# Magnanime (1744)
Pour les autres navires du même nom, voir Le Magnanime et HMS Magnanime.
Le Magnanime est un vaisseau de ligne de 74 canons, construit pour la Marine royale à Rochefort et lancé en 1744. C'est un vaisseau de force à deux ponts lancé selon les normes définies à cette époque par les constructeurs français pour obtenir un bon rapport coût/manœuvrabilité/armement afin de faire face à la marine anglaise qui disposait de beaucoup plus de navires. Il est capturé en 1748 par la Royal Navy, dans les dernières semaines de la guerre de Succession d'Autriche. Il prend alors le nom de HMS Magnanime, devenant alors un navire de 3e rang. Il joue un rôle majeur durant le raid sur Rochefort de septembre 1757, réduisant au silence les batteries de l’île d'Aix. Le 20 novembre 1759, il participe à la bataille des Cardinaux sous le commandement de Richard Howe et force le Héros à la reddition. Une inspection menée en 1770 décide de sa mise hors service et amène à sa démolition en 1775.

## Description et service dans la Marine royale française (1745 -1748)

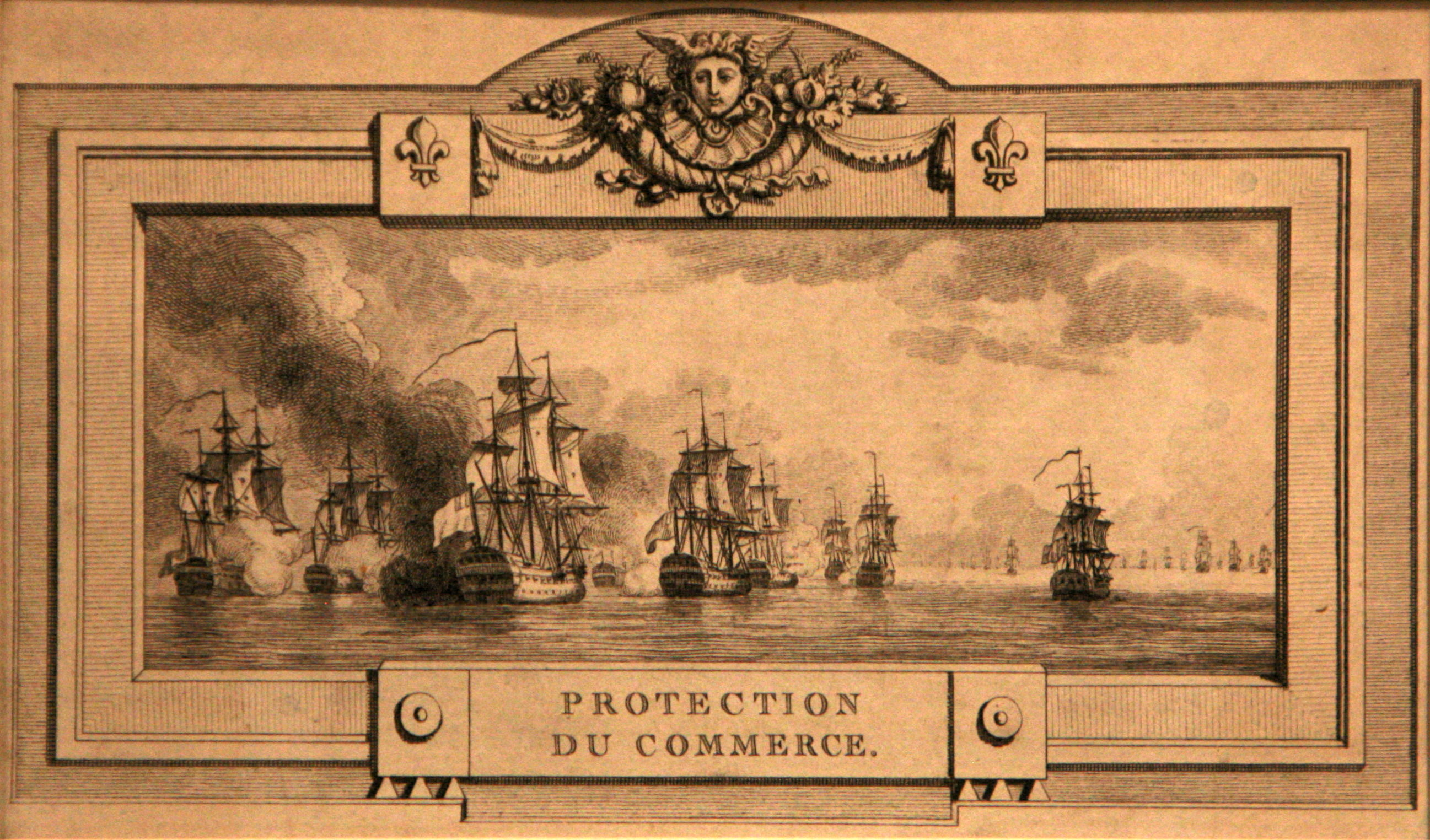
Protection du commerce. De 1745 à 1748, le Magnanime est employé comme escorteur dans les nombreuses missions de protection des convois coloniaux.

Le Magnanime est construit entre 1741 et 1745 à Rochefort, sur des plans de Blaise Geslain. Il s’agit d’un navire de 52,91 m de long, avec un pont de 15,05 m et un tirant d’eau de 6,58 m. Lors de son lancement, son armement se compose de 28 canons de 36 livres sur le pont inférieur, 30 canons de 18 livres sur le pont supérieur, 16 canons de 8 livres sur la passerelle et 6 de plus sur le gaillard d’avant. Il fait partie des trois premiers bâtiments d'une catégorie qui va fortement marquer les marines de guerre jusqu'au début du XIXe siècle : les vaisseaux dit de « 74 canons. »
Le navire entre en service alors que la guerre est déclarée entre la France et l’Angleterre depuis un an. Le ministère le réserve, pendant tout le conflit, à des missions de protection des convois coloniaux. En 1745, il part pour les Antilles sous les ordres de Duguay pour escorter en compagnie d’un autre vaisseau, un convoi de 43 navires marchands. Le 31 octobre, il est chassé par l’escadre de 8 vaisseaux, 3 frégates et 2 bricks de Towsend qui bloque la Martinique. Malgré la disproportion des forces, Duguay réussit à sauver 27 marchands et les deux vaisseaux d’escorte. Manœuvrant avec habileté, Duguay, reprend le chemin inverse en mars 1746 avec 50 navires marchands et réussit à les amener en France en trompant la surveillance ennemie.
En juillet 1746, le Magnanime passe sous le commandement de Dubois de La Motte. En octobre, avec deux autres vaisseaux, le Magnanime part pour les Antilles avec un gros convoi. Le voyage se passe sans encombre, mais entre la Martinique et Saint-Domingue, il est pris en chasse par les forces du commodore Digby Dent. Attaqué par deux vaisseaux de 60 canons pendant la nuit du 29 au 30 novembre, le Magnanime les repousse et réussit à faire entrer son convoi à Saint-Domingue presque sans perte.
Le 1er avril 1747, le Magnanime, toujours commandé par Dubois de La Motte, appareille avec trois autres unités de guerre pour escorter un petit convoi du Cap Français au Petit-Goave. C’est alors qu’il est attaqué le 5 avril par trois vaisseaux anglais dont un de 80 canons. Les autres navires français ayant été mis hors de combat, le Magnanime se retrouve seul dans un affrontement difficile mais réussit à repousser les assauts anglais et a atteindre le Petit-Goâve. Le 2 mai, le Magnanime appareille pour la France avec 163 navires marchands. En vue des côtes, il trouve devant lui l’escadre du commodore Fox, forte de 9 vaisseaux de guerre. Malgré la disproportion des forces, il réussit encore une fois à passer même si les Anglais s’emparent de 48 marchands. Le Magnanime entre dans Brest avec 64 navires, le reste réussissant à atteindre différents ports par leurs propres moyens.
Dans les derniers mois de 1747, le Magnanime passe sous le commandement du marquis d’Albert du Chesne, chef d’escadre. Avec deux autres vaisseaux, l'Alcide et l'Arc-en-Ciel, et une frégate, le Cumberland, il est chargé d’escorter un petit convoi qui embarque des renforts pour les Indes orientales. L'escadre appareille de Brest le 24 janvier 1748. Dans la nuit du 30 au 31 janvier, la brume et un gros coup de vent de sud-ouest sépare le Magnanime du reste de la division. Le vaisseau est pris dans 6 tempêtes successives entre le 1er et le 9 février, perd ses trois mâts de hune, qui, en tombant, brise les trois hunes. Sous gréement de fortune, le marquis d’Albert décide de rentrer sur Brest, malgré le risque de croiser les forces anglaises, nombreuses dans le secteur. Le 11 février 1748, alors que 100 lieues le séparent encore de Brest, il tombe sur les 9 vaisseaux anglais d’Edward Hawke. Celui-ci ordonne à l'un de ses navires de prendre le Magnanime en chasse : le HMS Nottingham (60 canons). Celui-ci est rejoint à 9h par le HMS Portland (50 canons). Le combat s'engage alors. Le Magnanime, qui roule beaucoup à cause de sa voilure de fortune, ne peut pas utiliser sa batterie basse qui risquerait d’être immergée, et doit se contenter du feu de sa deuxième batterie et de ses gaillards. Les deux vaisseaux anglais cessent le feu à 16h pour raccommoder leurs manœuvres. Vers 17h00, alors que le combat allait reprendre, le marquis d’Albert, sur recommandation de ses officiers, est contraint de baisser pavillon : les palans qui retenaient les canons étant tous cassés, il était impossible de tirer le moindre boulet. Le vaisseau compte 160 hommes d'équipage tués ou blessés. Durant le combat, le Magnanime a tiré entre 900 et 1 000 coups de canon. M. Beaussier d'Ayrand, capitaine en second et M. d'Aymard, enseigne de vaisseau faisant ici office de lieutenant sur ordre de la Cour, sont tués. Du côté anglais, le Nottingham déplore 16 morts et 18 blessés alors que le Portland, qui a été moins engagé, ne compte que 4 blessés. Le Magnanime est la dernière grosse unité de guerre française perdue dans ce conflit qui touche à sa fin et qui a couté à la Marine royale 18 vaisseaux.

## Service dans laRoyal Navy(1748-1775)
Le Magnanime est racheté par le Navy Board en juillet 1749 et, après une remise en état complète, envoyé au combat sous les ordres du capitaine Wittewronge Taylor. Le vaisseau devient plus tard le bateau pavillon du rear admiral Savage Mostyn (en), au sein de la Flotte de la Manche, commandée successivement par les vice amiraux Edward Boscawen et Charles Knowles.

### Le raid sur Rochefort (1757)

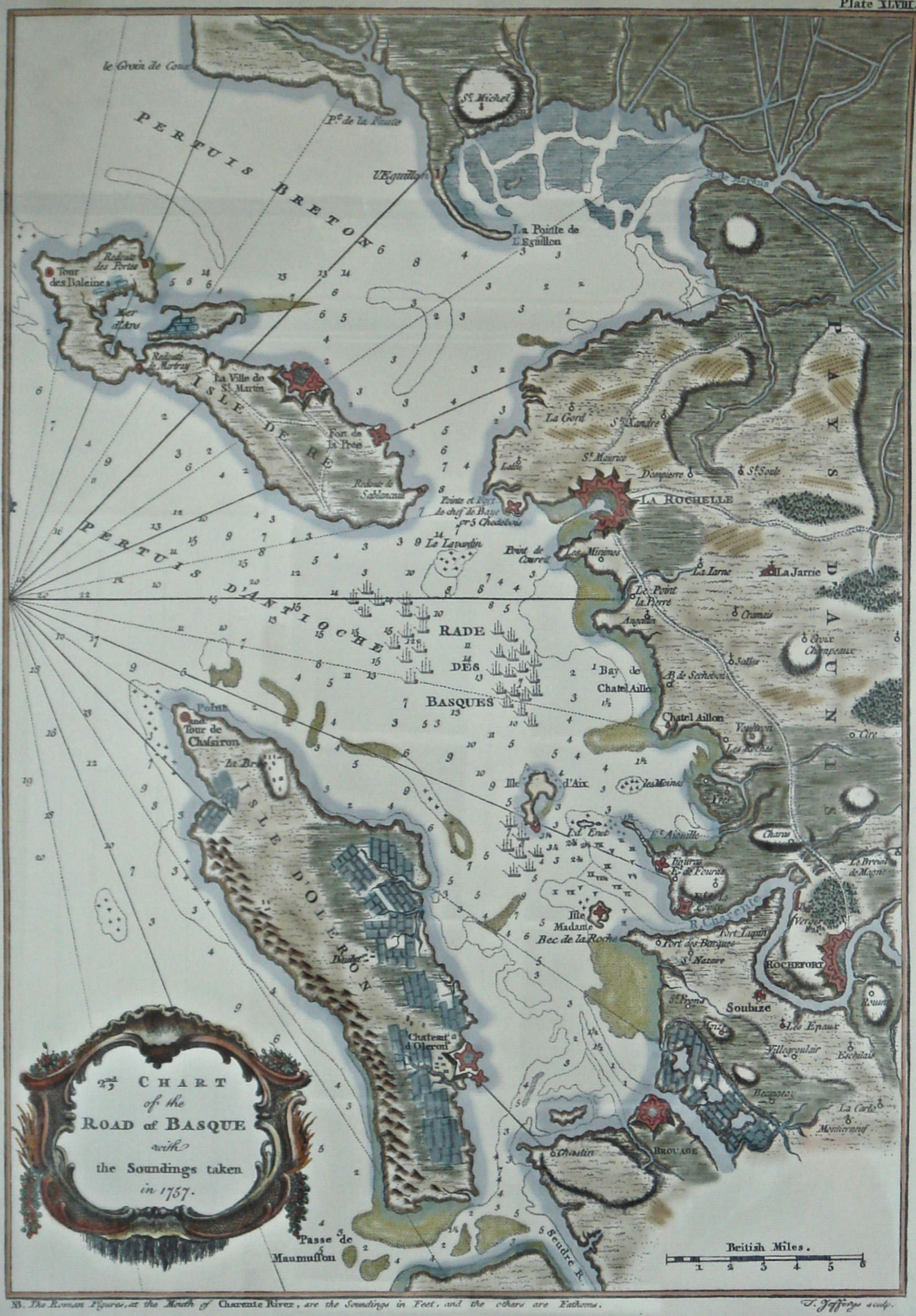
Carte britannique de la rade des Basques.

Alors qu’il fait partie de la flotte de l’amiral Hawke et qu'il est sous le commandement du capitaine Richard Howe, le Magnanime prend part au raid sur Rochefort de 1757, l’un des multiples raids destinés à détourner les troupes françaises du front allemand.
Le plan initial visant à s’emparer de Rochefort est finalement abandonné, mais l’île d'Aix est prise et, dans la bataille qui précède la chute de l’île, ce sont les canons du Magnanime qui bombardent le fort de l’île pour obtenir sa reddition.
La flotte britannique commence son approche finale de la rade des Basques le 19 septembre 1757, l’île d’Aix demeurant au-delà de l’embouchure de la Charente. Cette île est de première importance pour le port de Rochefort car des navires de ligne sont nécessaires pour charger et décharger matériaux et armements, et ces vaisseaux ne sont pas capables d’emprunter l’estuaire peu profond de la rivière. Pour cette raison, une forte défense ennemie est attendue, bien que, comme la suite allait le montrer, deux troisièmes rangs auraient suffi pour emporter la position.
Hawke constitue une escadre avancée, sous les ordres de Sir Charles Knowles, composée du Magnanime, du Barfleur (en), du Neptune, du Torbay et du Royal William ; l’avant-garde s’élance vers midi.
Juste après 14 h, alors qu’elle approche le pertuis d'Antioche, entre l’île d’Oléron et l’île de Ré, un vaisseau à deux ponts français s’engage et le Magnanime et deux autres vaisseaux le prennent en chasse.
L’escadre demeure sans pilote compétent, celui-ci étant resté à bord du Magnanime, et la flotte doit désormais attendre le retour des trois vaisseaux, jusqu’à l’après-midi suivant. Le vent étant tombé, les Britanniques doivent jeter l’ancre. Le manque de vent s’opposant à leur avance, ceux-ci doivent s’y prendre à cinq reprises pour pénétrer dans la baie. Au matin du 23 septembre, l’escadre de Knowles, le Magnanime à sa tête, est envoyée détruire les batteries du fort d’Aix. Howe arrive à portée de tir du fort vers midi et le bombarde pendant une heure, jusqu’à ce que le Magnanime n’en soit plus qu’à 37 m. À l'arrivée d’un second vaisseau, le Barfleur, le fort se rend.

### La bataille des Cardinaux (1759)

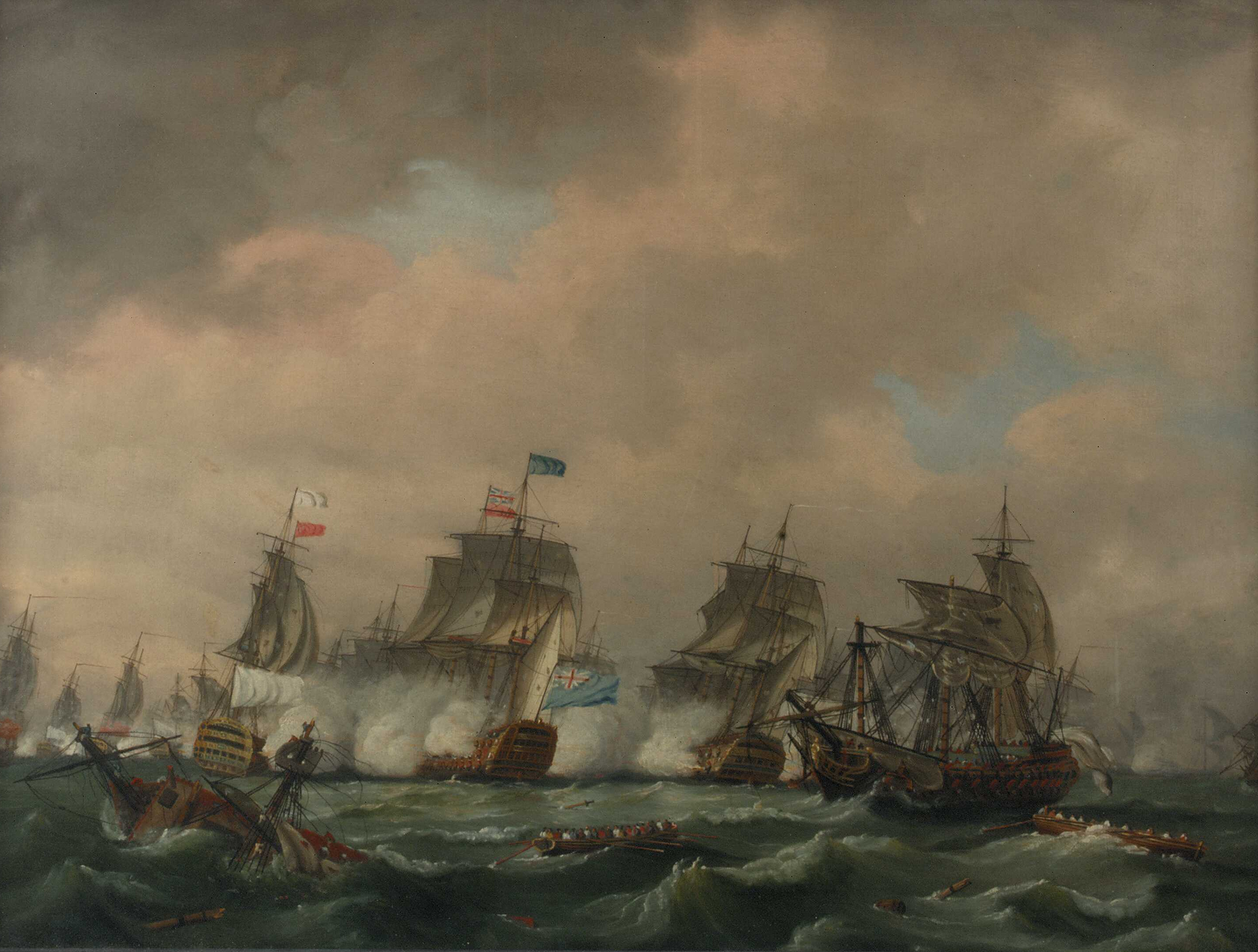
La bataille des Cardinaux avec à droite une représentation possible du Héros désemparé et ayant baissé pavillon après les coups reçus du HMS Magnanime.

En 1758, le Magnanime fait partie de la flotte de l’amiral George Anson, sous le commandement temporaire du capitaine Jervis Porter, avant de rejoindre la flotte de Hawke qui se trouve une nouvelle fois sous le commandement de Lord Howe. En 1759, Hawke est chargé du blocus de la côte bretonne, car tous les renseignements indiquent que les Français y rassemblent une armée d'invasion qui doit ensuite s'engager dans la Manche sous la protection de l'escadre de Brest. Avec l'arrivée de l'automne, la mer devient de plus en plus difficile et une tempête bouscule les vaisseaux de Hawke qui doivent s'éloigner des côtes. Le 14 novembre, les 21 vaisseaux de l'escadre aux ordres d’Hubert de Brienne de Conflans sortent enfin de Brest. Apprenant la nouvelle par ses frégates, Hawke organise immédiatement la poursuite. Conflans a entretemps ralenti l’allure dans la nuit du 19 afin d’arriver à Quiberon à l’aube et d’engager le combat avec la petite escadre du commodore Robert Duff, à 32 km au large de Belle-Île. C’est à ce moment que survient la flotte de Hawke avec ses 23 vaisseaux.
Le Magnanime et deux frégates reçoivent l’ordre de prendre la tête de l’attaque et ce sont les premiers vaisseaux qui identifient la flotte française vers 8 h 30. Conflans est alors confronté au dilemme suivant : rester et se battre dans une mer difficile contre une force supérieure ou essayer d’atteindre les eaux dangereuses de la baie de Quiberon avant la tombée de la nuit. Il choisit la deuxième solution en pensant que Hawke n'osera pas le suivre et donne le signal de la retraite. La flotte française pénètre dans la baie vers 14 h 30, en dépit d’une luminosité faible, les forces britanniques à sa suite, le Magnanime en tête,.
L'avant-garde britannique lutte de vitesse avec l'arrière-garde française et les premiers coups de canon sont échangés, sans que le Magnanime ne soit engagé, Howe désirant atteindre le centre de la flotte ennemie avant d’ouvrir le feu. Le vaisseau de Hawke, le Royal George, entre dans la baie vers 16 h, alors que le vaisseau de 80 canons, le Formidable, cerné de tous côtés, s’est déjà rendu au HMS Resolution. Le Magnanime combat contre le Thésée (74 canons) puis force le Héros (74), à amener ses couleurs, mais demeure incapable de s’emparer de lui à cause de la houle et il s’échappe par la suite vers Le Croisic. On dénombre finalement cinq vaisseaux français détruits et un de capturé, le Formidable. Le reste de la flotte française s'est dispersé, entre la Vilaine, Rochefort ou Brest. Les Anglais ont de leur côté perdu deux vaisseaux par naufrage. C'en est fini du plan français de débarquement en Angleterre.

### Fin de carrière
En 1757, le Magnanime participe à l’attaque sur Rochefort dans l’escadre commandée par Edward Hawke. Le vaisseau est au bombardement d’île d'Aix le 23 septembre, où il manque de peu de s’échouer. En juillet 1760, Howe est remplacé comme capitaine du Magnanime par Robert Hughes, de façon temporaire car au début de 1762 c’est le capitaine Charles Saxton (en) qui prend le commandement du vaisseau, alors porte pavillon du commodore J. Cerrit dans la rade des Basques. Le Magnanime passe l’été 1762 sous les ordres du capitaine John Montagu (en), de nouveau dans la flotte d’Edward Hawke, puis à l’automne dans celle de Charles Hardy. En 1763, puis à nouveau en 1770, le navire est inspecté et considéré inapte à la navigation. Il est finalement détruit en avril 1775 à Plymouth.